# Vauciennes (Marna)
Vauciennes è un comune francese di 306 abitanti situato nel dipartimento della Marna nella regione del Grand Est.

## Società

### Evoluzione demografica
Abitanti censiti